# Trogon chionurus
Trogon chionurus (лат.) — вид птиц из семейства трогоновых. Встречается во влажных тропических лесах региона Эль Чоко, от Панамы через западную Колумбию до западного Эквадора. Ранее считался подвидом T. viridis.

## Описание
Длина Trogon chionurus — от 28 до 30 см. Как и у большинства трогонов, у белохвостых трогонов выражен половой диморфизм: у самцов голова и верхняя часть груди тёмно-синие (кажутся черноватыми при плохом освещении), а спина зелёная. Нижняя часть тела оранжево-желтая. Крылья черные, окаймленные белым. Подхвостье почти полностью белое, с очень узким чёрным основанием у каждого пера. Кольцо вокруг глаз бледно-голубоватое. Самка похожа на самца, но у неё серая спина, голова и грудь.

### Рацион
Трогоны Trogon chionurus питаются в основном мелкими плодами, а также членистоногими — немного больше в засушливый сезон, когда плодов мало.